# 胡椒粉

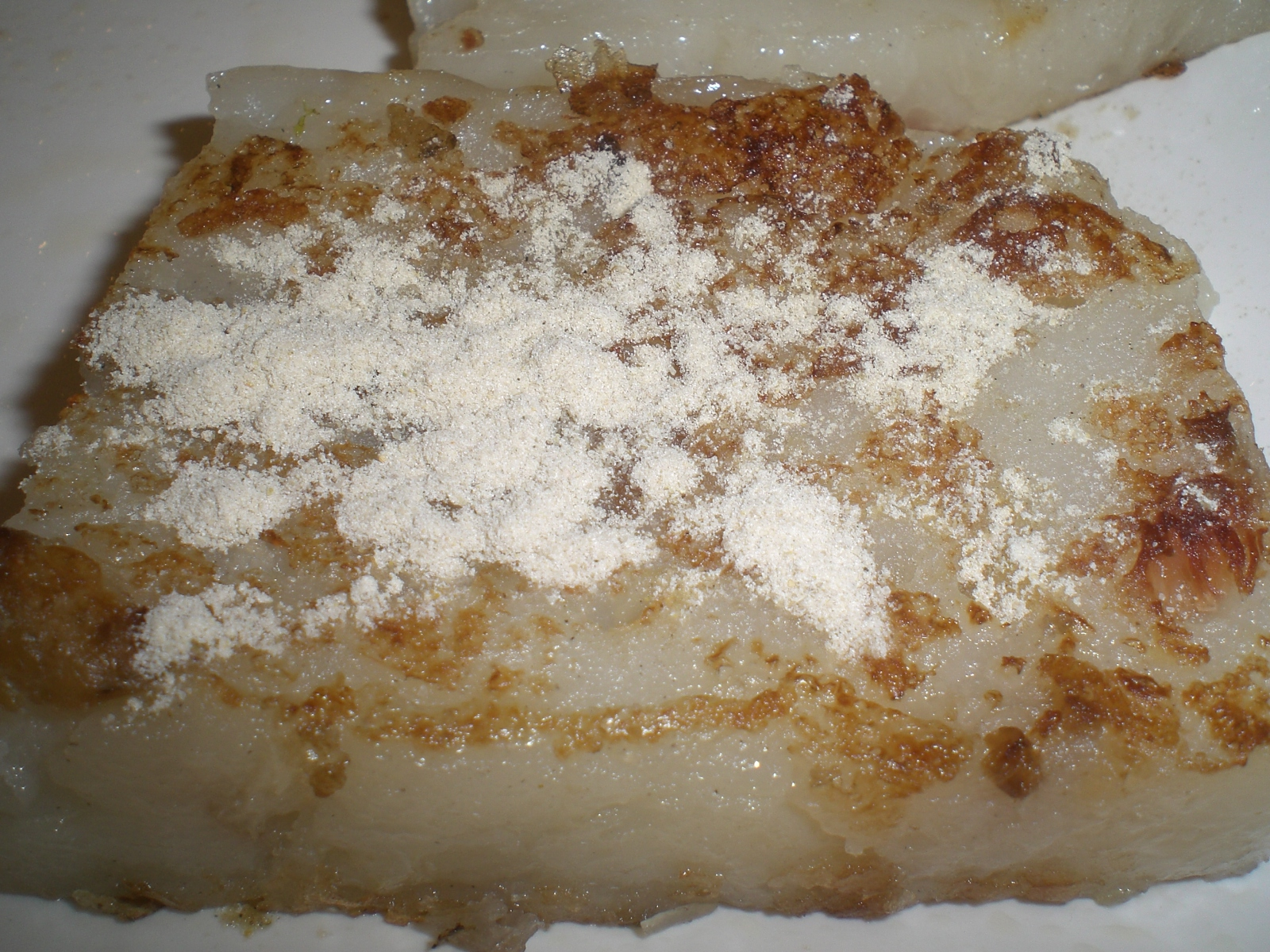
廣東蘿蔔糕上的胡椒粉

胡椒粉（又名古月粉）是胡椒的果实成熟晒干后磨碎制成的，用于烹饪的调味料，味道辛辣。通常分为黑胡椒粉和白胡椒粉。